# 마거리트 클라크

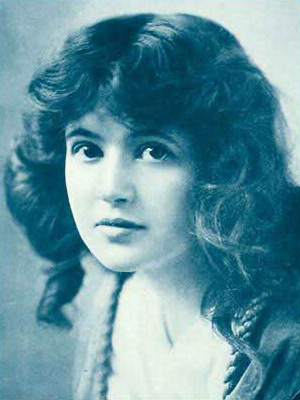

마거리트 클라크(영어: Marguerite Clark, 1883년 2월 22일 ~ 1940년 9월 25일)는 미국의 배우이다.
뉴욕에서 사망하였다. 사인은 폐렴이다.

## 영화
- 백설공주 (1916년)